# Lenny Murphy
Hugh Leonard Thompson Murphy (Belfast, 2 de març de 1952 - 16 de novembre de 1982), més conegut com a Lenny Murphy, va ser un lleialista de l'Ulster considerat líder de la banda dels Shankill Butchers, formada per membres de la Força Voluntària de l'Ulster (UVF), responsable de sanguinaris assassinats durant el conflicte nord-irlandès. A diferència dels altres membres de la banda, Murphy mai va ser condemant pels assassinats de la banda, sinó per possessió d'armes, i fou assassinat per l'IRA Provisional l'any 1982.

## Origen
Murphy era el més petit dels tres fills de William i Joyce Murphy, una familia protestant de Shankill Road, a Belfast. Els seus germans grans eren William Jr. i John. El seu pare era originari de Fleet Street, Sailortown, a la zona dels molls de Belfast. Aquí va ser on va conèixer Joyce Thompson, que venia de Shankill. Igual que el seu propi pare (també anomenat William), William Sr. treballava com al port. La família Murphy va canviar de residència diverses vegades; el 1957 van tornar a la casa familiar de Joyce a la part inferior de Shankill, al 28 de Percy Street. Abans de l'establiment d'un mur de pau als anys setanta, el carrer Percy anava des de la zona inferior de Shankill fins a Falls Road.

## Primers crims
Segons el periodista Martin Dillon, Murphy ja va estar involucrat en la tortura i l'assassinat de quatre homes catòlics el 1972. El 28 de setembre d'aquell mateix any, un protestant acusat pels lleialistes d'haver de vendre armes a l'IRA, William Edward Pavis, va ser assassinat a l'est de Belfast. Murphy va ser detingut per aquest delicte juntament amb un còmplice, Mervyn Connor. Connor i Murphy van ser empresonats junts, i l'abril de 1973, abans del judici, Connor va morir després d'ingerir cianur a la seva cel·la. Havia escrit una nota de suïcidi en la qual confessava el crim i exonerava Murphy. Es creu que Connor es va veure obligat a escriure la nota i a prendre el cianur. Murphy va ser enviat a judici per l'assassinat de Pavis el juny de 1973. Tot i que dos testimonis el van identificar com el pistoler, va ser absolt en base a que les proves podrien haver estat afectades per un incident durant la roda de reconeixement inicial. No obstant això, Murphy va ser detingut de nou i empresonat per intents de fugida.
El maig de 1975 Murphy tornava als carrers de Belfast, quan tenia vint-i-tres anys. El 5 de maig de 1973, a la presó de Crumlin Road, s'havia casat amb Margaret Gillespie, de 19 anys, amb qui tenia una filla. Va traslladar la seva dona i el seu fill al carrer Brookmount, a la part superior de Shankill, on els seus pares també tenien una nova casa; no obstant això, va passar bona part del seu temps bevent a pubs de Shankill com el The Brown Bear o el Lawnbrook Social Club. També freqüentava regularment el bar Bayardo al carrer Aberdeen. Alguna font assenyala que Murphy hauria confessat que va salvar-se per pocs de l'atemptat de l'IRA al bar Bayardo del 13 d’agost de 1975, ja que en el moment dels fets feia deu minuts que havia abandonat el local.

## Assassinats dels Shankill Butchers
La banda que Lenny va formar amb el seu germà William, amb més de vint membres, va matar a trets a quatre catòlics durant un robatori a un magatzem l'octubre de 1975. Durant els mesos següents, la banda va començar a segrestar, torturar i assassinar homes catòlics a l'atzar que segrestaven als carrers a altes hores de la nit. El mètode característic del grup s'identificava perquè després de torturar la víctima li tallaven la gola amb un ganivet de carnisser. El febrer de 1976, la banda ja havia matat tres homes catòlics d'aquesta manera. Les activitats de Murphy eren conegudes a Shankill, i molts van considerar els seus crims com una vergonya per a la comunitat, però temien les conseqüències de declarar contra ell. Cap de les víctimes tenia cap connexió amb l'IRA i es va al·legar que els assassinats no van ser degudament investigats perquè els assassinats eren catòlics.
Els carnissers també van participar en l'assassinat de Noel Shaw, un lleialista d'una unitat rival de l'UVF, que havia matat a trets Archie Waller, membre dels Shankill Butchers, a Downing Street, davant de Shankill Road, el novembre de 1975. Quatre dies abans de la seva mort, Waller havia participat en el segrest i l'assassinat de la primera víctima dels carnissers, Francis Crossen. Un dia després de la mort de Waller, Shaw va ser colpejat per Murphy mentre estava lligat a una cadira, reebnt després un tret. El seu cos va ser llançat posteriorment en un carrer del darrere del Shankill.
A finals de 1975, la direcció de l'UVF tenia un nou lideratge "moderat", però Murphy es va negar a sotmetre's a la seva autoritat, preferint atacs seguint seus propis mètodes. Dillon va suggerir que, tot i que alguns membres de la direcció de l'UVF coneixien les activitats de Murphy (encara que no els detalls precisos), però tenien por d'aturar-lo.

## Empresonament
Murphy va ser detingut el març de 1976, i condemnat a 12 anys de presó per possessió d'armes. Va ser posat en llibertat el juliol de 1982, i va reiniciar les seves activitats criminals. A l'octubre, els seus homes van segrestar un taxi i van recollir un civil catòlic, Joseph Donegan. Va ser conduït a casa de Murphy i torturat sàdicament, essent colpejat fins a la mort. Murphy va ser detingut, però la RUC va dir que no hi havia proves que suggerissin que ell hagués comès el crim.

## Mort
El 16 de novembre de 1982, Murphy acabava de sortir de la casa de la seva xicota a la zona de Forthriver Road de Glencairn, a Shankill, quan dos membres de l'IRA van sortir d'una furgoneta i van obrir foc amb un rifle d'assalt i una pistola de 9 mm. Murphy va rebre més de vint trets i va morir a l'instant. Pocs dies després de la seva mort, l'IRA va reivindicar la seva responsabilitat. Segons els informes de la Royal Ulster Constabulary (RUC), l'UVF havia proporcionat informació a l'IRA detalls sobre els hàbits i moviments de Murphy, cosa que els va facilitar el seu assassinat. Algunes fonts responsabilitzen les filtracions lleialistes en el líder de l'Associació de Defensa de l'Ulster (UDA), James Craig, que veuria Murphy com una amenaça per les seves activitats d'extorsió i hauria facilitat informació a l'IRA. Es sabia que Craig va reunir-se amb dirigents de l'IRA per discutir les seves activitats criminals, i més tard va ser assassinat pels seus companys per "traïció".
Murphy va ser enterrat al cementiri de Carnmoney amb un funeral paramilitar, amb un guàrdia d'honor d'enmascarats que portava l'uniforme de l'UVF.